# Josef Zinner
Josef Zinner (* 27. März 1894 in Neu Rohlau, Kronland Böhmen; † 6. Mai 1961 in Redhill, Großbritannien) war ein tschechoslowakischer Politiker und Gewerkschafter.

## Leben

### Frühe Jahre und Gang in die Emigration
Zinner, ursprünglich Bergmann, amtierte von 1933 bis 1938 als Obmann der Union der Bergarbeiter in der Tschechoslowakei. Seit 1938 gehörte er dem Parteivorstand der Deutschen Sozialdemokratischen Arbeiterpartei in der Tschechoslowakischen Republik (DSAP) an.
Zum Jahresende 1938 ging Zinner im Gefolge der im September 1938 vollzogenen Annexion der Sudetengebiete durch das Deutsche Reich in die Emigration nach Großbritannien. Dort schloss er sich der von Wenzel Jaksch geführten Treugemeinschaft sudetendeutscher Sozialdemokraten (TG), der wichtigsten Exilorganisation der antifaschistischen Sudetendeutschen. 1939 beteiligte Zinner sich an der Bildung des gesamttschechoslowakischen Czechoslovak Trade Union Centre in Great Britain, das sich um die Sammlung der dem tschechoslowakischen Staat gegenüber loyal eingestellten TG-Mitglieder, insbesondere aus dem Kreis der Anhänger des 1938 von Jaksch abgelösten DSAP-Vorsitzenden Ludwig Czech, bemühte.

### Leiter der DSAP-Auslandsgruppe
Im Oktober 1940 war Zinner Anführer einer Gruppe ehemaliger sudetendeutscher Sozialdemokraten, die in Opposition zu Jaksch eine Exilfraktion der DSAP konzipierten, die DSAP-Auslandsgruppe, auch Zinner-Gruppe genannt. Bis Kriegsende schlossen sich etwa ein Drittel (350 Personen) der ehemaligen DSAP-Mitglieder im Exil dieser Gruppe an.
Die Gründung der DSAP-Auslandsgruppe bedeutete die Spaltung der bisherigen Treugemeinschaft unter Jaksch: Während der Rumpf der bis Herbst 1940 bestehenden Treugemeinschaft weiterhin fortexistierte, etablierte Zinners Gruppe sich als eigenständige Partei, die sich loyal hinter die von Edvard Beneš geführte tschechoslowakische Exilregierung und ihre Politik stellte, während Jaksch und seine Anhänger diese ablehnten. Die von Jaksch und der Treugemeinschaft betriebene Propaganda für eine nationale Autonomie der Sudetengebiete oder für ein Selbstbestimmungsrecht der Sudetendeutschen lehnte Zinner ab und sprach sich stattdessen für ein Verbleiben der Sudetengebiete in einem wiederherzustellenden und föderalistisch aufzubauenden tschechoslowakischen Staat aus, wobei die Sudetendeutschen neben den Tschechen und Slowaken eine gleichberechtigte Volksgruppe bilden sollten.
Entsprechend ihrer Überzeugung von der Verschleierungsfunktion des Nationalismus in der nationalsozialistischen Ideologie lehnte die Zinner-Gruppe anfangs eine nationalpolitische Lösung des sogenannten „Sudetenproblems“, d. h. die Umformung eines neu zu bildenden tschechoslowakischen Staates in einen Nationalstaat, aus dem anderen Volksgruppen angehörende Minderheiten, wie die Sudetendeutschen, entfernt werden sollten, grundsätzlich ab. Der in tschechoslowakischen Exilantenkreisen damals erörterte Plan einer Zwangsaussiedlung der deutschen Minderheit aus der Tschechoslowakei nach einer Wiedergründung derselben wurde von Zinner und seinen Gefolgsleuten dementsprechend verworfen. Dementsprechend kam es zur Einheitsfrontbildung mit den sudetendeutschen Kommunisten.
Gemeinsam mit der staatsloyalen deutschen Exilgruppe aus der Tschechoslowakei (sogenannte Beuer-Gruppe) und der Peres-Gruppe bildete die Zinner-Gruppe im Oktober 1942 den Einheitsausschuss der sudetendeutschen Antifaschisten in Großbritannien, dessen Präsidium sich aus Zinner und den anderen beiden Gruppenleitern Gustav Beuer und Alfred Peres zusammensetzte.
1943 wurde Zinner Mitglied des Sudetendeutschen Ausschusses – Vertretung der Demokratischen Deutschen aus der ČSR. Durch Änderung der Taktik der KSČ in den Jahren 1943/44, die in beiden Ausschüssen die Mehrheit innehatte, befand sich die von Zinner geleitete DSAP-Auslandsgruppe zuletzt im Lager der Befürworter der geplanten – nach der damaligen kommunistischen Lesart noch teilweisen – Zwangsaussiedlung der deutschen Minderheit aus der Nachkriegs-Tschechoslowakei, die nach 1945 von den Behörden des neuerrichteten tschechoslowakischen Staates unter Berufung auf die Kollektivschuldthese umfassend, d. h. die gesamte deutsche Minderheit der Zwangsaussiedlung unterwerfend, durchgeführt wurde. Dementsprechend wurden auch aktive, von tschechoslowakischer Seite anerkannte Antifaschisten zwangsweise des Landes verwiesen.
Unter den sudetendeutschen Angehörigen der tschechoslowakischen Exilarmee führte Zinner eine Unterschriftenaktion durch, die an Beneš appellierte, bei der Vergebung für den tschechoslowakischen Staatsrat die deutsche Sozialdemokratische Arbeiterpartei in der Tschechoslowakei entsprechend zu berücksichtigen.
Auf publizistischer Ebene betätigte Zinner sich als Herausgeber und Hauptmitarbeiter des in London erscheinenden Gruppenorgans Sozialistische Nachrichten (erstmals erschienen am 6. November 1940) sowie als Mitarbeiter der ebenfalls in London erscheinenden sudetendeutschen Exilanten-Zeitschrift Einheit. Sudeten German Antifascist Fortnightly.
Von den nationalsozialistischen Polizeiorganen als Staatsfeind eingestuft wurde Zinner im Frühjahr 1940 vom Reichssicherheitshauptamt im Frühjahr 1940 auf die Sonderfahndungsliste G.B., ein Verzeichnis von Personen, die im Falle einer erfolgreichen Invasion der britischen Inseln durch die Wehrmacht von den Besatzungstruppen nachfolgenden Sonderkommandos der SS mit besonderer Priorität ausfindig gemacht und verhaftet werden sollten.
1946 kehrte Zinner – der kein Tschechisch sprach – in die Tschechoslowakei zurück, ging aber nach der kommunistischen Machtübernahme im Februar 1948 erneut nach Großbritannien. Dort erhielt er 1951 die britische Staatsbürgerschaft.